# Women’s Wear Daily
Women's Wear Daily (WWD) é um jornal comercial da indústria de moda, chamado por alguns de “bíblia da moda” por seu enfoque não apenas no estilo, mas nos negócios da moda. De tiragem pequena, cerca de 30.000 exemplares, é o principal veiculo de consulta de profissionais sobre os assuntos e negócios desde segmento nos Estados Unidos.
Publicado pela Editora Fairchild, o WWD foi fundado em 1910 por Edmund Fairchild como um apêndice feminino do jornal Daily News Record. Seu caminho até se tornar um veículo de importância no negócio foi longo, passando de convidado de últimas filas nas platéias de shows de moda no meio da década de 50 até se tornar um dos líderes em importância neste mercado, ao lado de publicações como Elle, Vogue e Harper's Bazaar.
O WWD cresceu em importância nos anos 60 ao focar sua linha editorial no segmento mais humano da indústria, dando atenção ao lado social dos estilistas de moda e suas clientes e sendo o responsável por criar um culto de celebridades entre estes profissionais. Também causou sensação ao inventar a reportagem investigativa na moda, ao furar a censura de estilistas sobre novas coleções, as descrevendo, desenhando e fotografando mesmo antes delas serem apresentadas nos lançamentos oficiais dos eventos de moda e muito antes das outras revistas concorrentes.
Também é conhecido por suas famosas brigas com alguns dos maiores estilistas do mundo como Givenchy, Valentino, Balenciaga, Armani, Saint-Laurent, entre outros, que eram banidos de suas páginas por anos, quando seu trabalho ou suas declarações incomodavam ou ofendiam de alguma maneira a John Fairchild, seu proprietário e editor, descendente do fundador, que o dirigiu de 1960 a 1996.
Em 1999 a Editora Fairchild foi vendida para o grupo editorial Condé Nast, onde hoje faz parte do grupo de veículos dedicados ao ramo da moda publicados pela empresa, como Vogue e Glamour.
A edição diária final do jornal "WWD" foi impressa em 24 de abril de 2015, e uma edição semanal foi lançada em 29 de abril de 2015.